# Rohtang La
Rohtang La är ett bergspass i Indien.   Det ligger i distriktet Kulu och delstaten Himachal Pradesh, i den norra delen av landet, 400 km norr om huvudstaden New Delhi. Rohtang La ligger 3 978 meter över havet.
Terrängen runt Rohtang La är mycket bergig. Runt Rohtang La är det ganska glesbefolkat, med 21 invånare per kvadratkilometer. Närmaste större samhälle är Manāli, 14,4 km sydväst om Rohtang La. Trakten runt Rohtang La består i huvudsak av gräsmarker.